# Censura nel mondo
Questa voce raccoglie informazioni sullo stato della censura, della censura di Internet, della libertà di stampa, della libertà di parola e dei diritti umani nel mondo e le presenta in una tabella e in mappe esplicative suddividendole per paese, aggiungendo link ad articoli aggiuntivi per maggiori informazioni, dove disponibili. Oltre ai vari Stati, la tabella include informazioni su stati non riconosciuti, regioni contestate, regioni politiche che si trovano all'interno di altri stati e organizzazioni regionali.

## Dati

### Legenda
| Freedom of the Press, rapporto di Freedom House:                                | |
| 10—30                                                                           | Libero                                                                                              |
| 31—60                                                                           | Parzialmente ibero                                                                                  |
| 60—99                                                                           | Non libero                                                                                          |
| —                                                                               | Non classificato / Nessun dato                                                                      |
| Indice della libertà di stampa, classifica stilata da Reporter senza frontiere: | |
| 6.00—12.99                                                                      | Situazione buona                                                                                    |
| 13.00—24.99                                                                     | Situazione soddisfacente                                                                            |
| 25.00—36.49                                                                     | Problemi evidenti                                                                                   |
| 36.50—55.29                                                                     | Situazione difficile                                                                                |
| 55.30—99                                                                        | Situazione molto grave                                                                              |
| —                                                                               | Non classificato / Nessun dato                                                                      |
| Classificazioni di OpenNet Initiative (ONI):                                    | |
| ne                                                                              | Nessuna evidenza di filtri                                                                          |
| sos                                                                             | Uso di filtri sospettato, ma non confermato                                                         |
| sel                                                                             | Uso selettivo di filtri osservato                                                                   |
| con                                                                             | Uso considerevole di filtri osservato                                                               |
| pen                                                                             | Uso penetrante di filtri osservato                                                                  |
| nd                                                                              | Nessun dato (non indica assenza di censura o di utilizzo di filtri)                                 |
| —                                                                               | Non classificato                                                                                    |
| Link per maggiori informazioni:                                                 | |
| c                                                                               | Link a un articolo sulla censura in tale paese                                                      |
| i                                                                               | Link a un articolo sulla censura di Internet in tale paese                                          |
| s                                                                               | Link a un articolo sulla libertà di stampa, libertà d'espressione o libertà di parola in tale paese |
| d                                                                               | Link a un articolo sui diritti umani in tale paese                                                  |

### Tabella
| Paese                          | Regione      | FH Freedom of the Press, 2017 | RSF Indice della libertà di stampa, 2018 | ONI Controllo politico | ONI Controllo sociale | ONI Controllo della sicurezza | ONI Controllo dei tools | Link  | Note |
| ------------------------------ | ------------ | ----------------------------- | ---------------------------------------- | ---------------------- | --------------------- | ----------------------------- | ----------------------- | ----- | --- |
| Afghanistan                    | Asia         | 60                            | 37.28                                    | ne                     | ne                    | ne                            | ne                      |       | |
| Albania                        | Europa       | 51                            | 29.49                                    | —                      | —                     | —                             | —                       |       | |
| Algeria                        | Africa       | 65                            | 43.13                                    | ne                     | ne                    | ne                            | ne                      | c     | |
| Andorra                        | Europa       | 15                            | 22.21                                    | —                      | —                     | —                             | —                       |       | |
| Angola                         | Africa       | 73                            | 38.35                                    | —                      | —                     | —                             | —                       |       | |
| Antigua e Barbuda              | Nord America | 34                            | —                                        | —                      | —                     | —                             | —                       |       | Vedi OECS |
| Argentina                      | Sud America  | 46                            | 26.05                                    | —                      | —                     | —                             | —                       |       | |
| Armenia                        | Eurasia      | 63                            | 29.99                                    | con                    | sel                   | sel                           | sel                     |       | |
| Australia                      | Oceania      | 22                            | 15.46                                    | ne                     | ne                    | ne                            | ne                      |       | |
| Austria                        | Europa       | 22                            | 14.04                                    | —                      | —                     | —                             | —                       |       | |
| Azerbaigian                    | Eurasia      | 90                            | 59.73                                    | sel                    | sel                   | ne                            | ne                      |       | |
| Bahamas                        | Nord America | 23                            | —                                        | —                      | —                     | —                             | —                       |       | |
| Bahrein                        | Asia         | 87                            | 60.85                                    | pen                    | pen                   | sel                           | con                     |       | |
| Bangladesh                     | Asia         | 52                            | 48.62                                    | ne                     | ne                    | ne                            | ne                      | d     | |
| Barbados                       | Nord America | 19                            | —                                        | —                      | —                     | —                             | —                       |       | |
| Bielorussia                    | Europa       | 83                            | 52.59                                    | sel                    | sel                   | sel                           | sel                     |       | |
| Belgio                         | Europa       | 12                            | 13.16                                    | —                      | —                     | —                             | —                       |       | |
| Belize                         | Nord America | 27                            | 24.55                                    | —                      | —                     | —                             | —                       |       | |
| Benin                          | Africa       | 37                            | 30.16                                    | —                      | —                     | —                             | —                       |       | |
| Bhutan                         | Asia         | 58                            | 30.73                                    | —                      | —                     | —                             | —                       |       | |
| Bolivia                        | Sud America  | 53                            | 32.45                                    | —                      | —                     | —                             | —                       |       | |
| Bosnia ed Erzegovina           | Europa       | 51                            | 27.37                                    | —                      | —                     | —                             | —                       |       | |
| Botswana                       | Africa       | 45                            | 25.29                                    | —                      | —                     | —                             | —                       |       | |
| Brasile                        | Sud America  | 47                            | 31.20                                    | —                      | —                     | —                             | —                       |       | |
| Brunei                         | Asia         | 76                            | 51.48                                    | —                      | —                     | —                             | —                       |       | |
| Bulgaria                       | Europa       | 42                            | 35.22                                    | —                      | —                     | —                             | —                       |       | |
| Burkina Faso                   | Africa       | 41                            | 23.33                                    | —                      | —                     | —                             | —                       |       | |
| Burundi                        | Africa       | 85                            | 55.26                                    | —                      | —                     | —                             | —                       |       | |
| Cambogia                       | Asia         | 63                            | 45.90                                    | —                      | —                     | —                             | —                       |       | |
| Camerun                        | Africa       | 63                            | 40.92                                    | —                      | —                     | —                             | —                       |       | |
| Canada                         | Nord America | 18                            | 15.28                                    | ne                     | ne                    | ne                            | ne                      |       | |
| Capo Verde                     | Africa       | 27                            | 20.39                                    | —                      | —                     | —                             | —                       |       | |
| Rep. Centrafricana             | Africa       | 71                            | 35.25                                    | —                      | —                     | —                             | —                       |       | |
| Ciad                           | Africa       | 74                            | 38.45                                    | —                      | —                     | —                             | —                       |       | |
| Cile                           | Sud America  | 29                            | 22.69                                    | —                      | —                     | —                             | —                       |       | |
| Cina                           | Asia         | 87                            | 78.29                                    | pen                    | con                   | pen                           | con                     | i     | |
| Colombia                       | Sud America  | 57                            | 41.03                                    | ne                     | sel                   | ne                            | ne                      |       | |
| Comore                         | Africa       | 49                            | 25.30                                    | —                      | —                     | —                             | —                       |       | |
| RD del Congo                   | Africa       | 82                            | 51.60                                    | —                      | —                     | —                             | —                       |       | |
| Rep. del Congo                 | Africa       | 60                            | 35.42                                    | —                      | —                     | —                             | —                       |       | |
| Costa Rica                     | Nord America | 16                            | 14.01                                    | —                      | —                     | —                             | —                       |       | |
| Costa d'Avorio                 | Africa       | 51                            | 30.08                                    | —                      | —                     | —                             | —                       |       | |
| Crimea                         | Eurasia      | 94                            | —                                        | —                      | —                     | —                             | —                       |       | Penisola affacciata sul mar Nero e situata nel sud dell'Ucraina                                                                  |
| Croazia                        | Europa       | 41                            | 28.94                                    | ne                     | ne                    | ne                            | ne                      |       | |
| Cuba                           | Nord America | 91                            | 68.90                                    | nd                     | nd                    | nd                            | nd                      | d     | |
| Cipro                          | Europa       | 23                            | 19.85                                    | —                      | —                     | —                             | —                       |       | Vedi anche Cipro del Nord |
| Rep. Ceca                      | Europa       | 21                            | 21.89                                    | —                      | —                     | —                             | —                       |       | |
| Danimarca                      | Europa       | 12                            | 13.99                                    | ne                     | ne                    | ne                            | ne                      |       | |
| Gibuti                         | Africa       | 77                            | 70.77                                    | —                      | —                     | —                             | —                       |       | |
| Dominica                       | Nord America | 25                            | —                                        | —                      | —                     | —                             | —                       |       | Vedi OECS |
| Rep. Dominicana                | Nord America | 42                            | 26.79                                    | —                      | —                     | —                             | —                       |       | |
| Timor Est                      | Asia         | 35                            | 30.81                                    | —                      | —                     | —                             | —                       |       | Anche noto come Timor-Leste |
| Ecuador                        | Sud America  | 66                            | 30.56                                    | —                      | —                     | —                             | —                       |       | |
| Egitto                         | Africa       | 77                            | 56.72                                    | ne                     | ne                    | ne                            | ne                      |       | |
| El Salvador                    | Nord America | 41                            | 27.78                                    | —                      | —                     | —                             | —                       |       | |
| Guinea Equatoriale             | Africa       | 91                            | 66.47                                    | —                      | —                     | —                             | —                       |       | |
| Eritrea                        | Africa       | 94                            | 84.24                                    | —                      | —                     | —                             | —                       |       | |
| Estonia                        | Europa       | 16                            | 14.08                                    | —                      | —                     | —                             | —                       |       | |
| Etiopia                        | Africa       | 86                            | 50.17                                    | pen                    | ne                    | sel                           | sel                     |       | |
| Figi                           | Oceania      | 44                            | 26.55                                    | —                      | —                     | —                             | —                       |       | |
| Finlandia                      | Europa       | 12                            | 10.26                                    | ne                     | ne                    | ne                            | ne                      | d s   | |
| Francia                        | Europa       | 26                            | 21.87                                    | ne                     | ne                    | ne                            | ne                      |       | |
| Gabon                          | Africa       | 71                            | 32.37                                    | —                      | —                     | —                             | —                       |       | |
| Gambia                         | Africa       | 87                            | 38.36                                    | —                      | —                     | —                             | —                       |       | |
| Georgia                        | Eurasia      | 50                            | 27.34                                    | sel                    | ne                    | sel                           | ne                      | d     | |
| Germania                       | Europa       | 20                            | 14.39                                    | ne                     | ne                    | ne                            | ne                      |       | |
| Ghana                          | Africa       | 33                            | 18.41                                    | —                      | —                     | —                             | —                       |       | |
| Grecia                         | Europa       | 44                            | 29.19                                    | —                      | —                     | —                             | —                       |       | |
| Groenlandia                    | Nord America | —                             | —                                        | —                      | —                     | —                             | —                       |       | |
| Grenada                        | Nord America | 26                            | —                                        | —                      | —                     | —                             | —                       |       | Vedi OECS |
| Guatemala                      | Nord America | 58                            | 36.17                                    | ne                     | ne                    | ne                            | ne                      |       | |
| Guinea                         | Africa       | 66                            | 31.90                                    | —                      | —                     | —                             | —                       |       | |
| Guinea-Bissau                  | Africa       | 59                            | 30.09                                    | —                      | —                     | —                             | —                       |       | |
| Guyana                         | Sud America  | 38                            | 26.25                                    | —                      | —                     | —                             | —                       |       | |
| Haiti                          | Nord America | 52                            | 26.82                                    | —                      | —                     | —                             | —                       |       | |
| Honduras                       | Nord America | 66                            | 45.23                                    | —                      | —                     | —                             | —                       |       | |
| Hong Kong                      | Asia         | 42                            | 29.04                                    | —                      | —                     | —                             | —                       |       | Fa parte della Cina ma è altamente autonoma, con le proprie politiche di censura                                                 |
| Ungheria                       | Europa       | 44                            | 29.11                                    | ne                     | ne                    | ne                            | ne                      |       | |
| Islanda                        | Europa       | 15                            | 14.10                                    | —                      | —                     | —                             | —                       | d     | |
| India                          | Asia         | 43                            | 43.24                                    | sel                    | sel                   | sel                           | sel                     | d s   | |
| Indonesia                      | Asia         | 49                            | 39.68                                    | sel                    | con                   | ne                            | sel                     |       | |
| Iran                           | Asia         | 90                            | 60.71                                    | pen                    | pen                   | con                           | pen                     | d     | |
| Iraq                           | Asia         | 71                            | 56.56                                    | ne                     | ne                    | ne                            | ne                      |       | |
| Irlanda                        | Europa       | 18                            | 14.59                                    | —                      | —                     | —                             | —                       |       | |
| Israele                        | Asia         | 33                            | 30.26                                    | ne                     | ne                    | ne                            | ne                      |       | |
| Italia                         | Europa       | 31                            | 24.12                                    | ne                     | sel                   | ne                            | ne                      | c i s | |
| Giamaica                       | Nord America | 19                            | 11.33                                    | —                      | —                     | —                             | —                       |       | |
| Giappone                       | Asia         | 27                            | 28.64                                    | —                      | —                     | —                             | —                       | i     | |
| Giordania                      | Asia         | 68                            | 41.71                                    | sel                    | ne                    | ne                            | ne                      |       | |
| Kazakistan                     | Eurasia      | 85                            | 54.41                                    | sel                    | sel                   | ne                            | ne                      |       | |
| Kenya                          | Africa       | 58                            | 30.82                                    | —                      | —                     | —                             | —                       | d s   | |
| Kiribati                       | Oceania      | 30                            | —                                        | —                      | —                     | —                             | —                       |       | |
| Kosovo                         | Europa       | 48                            | 29.61                                    | —                      | —                     | —                             | —                       |       | |
| Kuwait                         | Asia         | 60                            | 31.91                                    | sel                    | pen                   | sel                           | pen                     |       | |
| Kirghizistan                   | Asia         | 67                            | 31                                       | sel                    | sel                   | ne                            | ne                      |       | |
| Laos                           | Asia         | 85                            | 66.41                                    | ne                     | ne                    | ne                            | ne                      |       | |
| Lettonia                       | Europa       | 26                            | 19.36                                    | ne                     | ne                    | ne                            | ne                      |       | |
| Libano                         | Asia         | 56                            | 31.15                                    | ne                     | ne                    | ne                            | ne                      |       | |
| Lesotho                        | Africa       | 51                            | 28.78                                    | —                      | —                     | —                             | —                       |       | |
| Liberia                        | Africa       | 60                            | 30.33                                    | —                      | —                     | —                             | —                       |       | |
| Libia                          | Africa       | 77                            | 56.79                                    | sel                    | ne                    | ne                            | ne                      |       | |
| Liechtenstein                  | Europa       | 15                            | 20.49                                    | —                      | —                     | —                             | —                       |       | |
| Lituania                       | Europa       | 21                            | 22.20                                    | —                      | —                     | —                             | —                       |       | |
| Lussemburgo                    | Europa       | 14                            | 14.72                                    | —                      | —                     | —                             | —                       |       | |
| Macedonia del Nord             | Europa       | 64                            | 32.43                                    | —                      | —                     | —                             | —                       |       | |
| Madagascar                     | Africa       | 58                            | 26.20                                    | —                      | —                     | —                             | —                       |       | |
| Malawi                         | Africa       | 45                            | 27.43                                    | —                      | —                     | —                             | —                       |       | |
| Malaysia                       | Asia         | 93                            | 47.41                                    | ne                     | ne                    | ne                            | ne                      |       | |
| Maldive                        | Asia         | 62                            | 37.95                                    | —                      | —                     | —                             | —                       |       | |
| Mali                           | Africa       | 37                            | 36.15                                    | —                      | —                     | —                             | —                       |       | |
| Malta                          | Europa       | 23                            | 27.44                                    | —                      | —                     | —                             | —                       |       | |
| Isole Marshall                 | Oceania      | 17                            | —                                        | —                      | —                     | —                             | —                       |       | |
| Mauritania                     | Africa       | 53                            | 29.09                                    | sel                    | ne                    | ne                            | ne                      |       | |
| Mauritius                      | Africa       | 29                            | 26.45                                    | —                      | —                     | —                             | —                       |       | |
| Messico                        | Nord America | 64                            | 48.91                                    | ne                     | ne                    | ne                            | ne                      |       | |
| Micronesia                     | Oceania      | 21                            | —                                        | —                      | —                     | —                             | —                       |       | |
| Moldavia                       | Europa       | 56                            | 30.01                                    | sel                    | ne                    | ne                            | ne                      |       | |
| Monaco                         | Europa       | 16                            | —                                        | —                      | —                     | —                             | —                       |       | |
| Mongolia                       | Asia         | 37                            | 29.05                                    | —                      | —                     | —                             | —                       |       | |
| Montenegro                     | Europa       | 44                            | 31.21                                    | —                      | —                     | —                             | —                       |       | |
| Marocco                        | Africa       | 66                            | 43.13                                    | ne                     | sel                   | sel                           | sel                     |       | |
| Mozambico                      | Africa       | 48                            | 31.12                                    | —                      | —                     | —                             | —                       |       | |
| Birmania                       | Asia         | 85                            | 43.15                                    | sel                    | con                   | ne                            | sel                     |       | Anche nota come Myanmar. Dal settembre del 2012, il governo ha iniziato a rendere meno stringenti le sue politiche di censura.   |
| Namibia                        | Africa       | 32                            | 20.24                                    | —                      | —                     | —                             | —                       |       | |
| Nauru                          | Oceania      | 46                            | —                                        | —                      | —                     | —                             | —                       |       | |
| Nepal                          | Asia         | 52                            | 32.05                                    | ne                     | ne                    | ne                            | ne                      | d     | |
| Paesi Bassi                    | Europa       | 11                            | 10.01                                    | —                      | —                     | —                             | —                       |       | |
| Nuova Zelanda                  | Oceania      | 19                            | 13.62                                    | —                      | —                     | —                             | —                       |       | |
| Nicaragua                      | Nord America | 55                            | 30.41                                    | —                      | —                     | —                             | —                       |       | |
| Niger                          | Africa       | 52                            | 27.40                                    | —                      | —                     | —                             | —                       |       | |
| Nigeria                        | Africa       | 51                            | 37.41                                    | ne                     | ne                    | ne                            | ne                      |       | |
| Corea del Nord                 | Asia         | 98                            | 88.87                                    | nd                     | nd                    | nd                            | nd                      | d s   | |
| Cipro del Nord                 | Europa       | —                             | 29.59                                    | —                      | —                     | —                             | —                       |       | Vedi anche Cipro |
| Norvegia                       | Europa       | 8                             | 7.63                                     | ne                     | ne                    | ne                            | ne                      |       | |
| Oman                           | Asia         | 71                            | 40.67                                    | sel                    | pen                   | ne                            | con                     |       | |
| OECS                           | Nord America | —                             | 22.11                                    | —                      | —                     | —                             | —                       |       | |
| Pakistan                       | Asia         | 65                            | 43.24                                    | sel                    | sel                   | con                           | sel                     |       | |
| Palau                          | Oceania      | 15                            | —                                        | —                      | —                     | —                             | —                       |       | |
| Autorità Nazionale Palestinese | Asia         | 84                            | 42.96                                    | ne                     | con                   | ne                            | ne                      |       | La striscia di Gaza e la Cisgiordania                                                                                            |
| Panama                         | Nord America | 41                            | 30.56                                    | —                      | —                     | —                             | —                       |       | |
| Papua Nuova Guinea             | Oceania      | 29                            | 26.19                                    | —                      | —                     | —                             | —                       |       | |
| Paraguay                       | Sud America  | 59                            | 32.32                                    | —                      | —                     | —                             | —                       |       | |
| Perù                           | Sud America  | 45                            | 30.27                                    | ne                     | ne                    | ne                            | ne                      |       | |
| Filippine                      | Asia         | 42                            | 42.53                                    | ne                     | ne                    | ne                            | ne                      |       | |
| Polonia                        | Europa       | 34                            | 26.59                                    | —                      | —                     | —                             | —                       |       | |
| Portogallo                     | Europa       | 17                            | 14.17                                    | —                      | —                     | —                             | —                       |       | |
| Porto Rico                     | Nord America | —                             | —                                        | —                      | —                     | —                             | —                       |       | |
| Qatar                          | Asia         | 70                            | 40.16                                    | sel                    | pen                   | sel                           | pen                     |       | |
| Romania                        | Europa       | 38                            | 23.65                                    | ne                     | ne                    | ne                            | ne                      |       | |
| Russia                         | Eurasia      | 83                            | 49.96                                    | sel                    | sel                   | ne                            | ne                      |       | |
| Ruanda                         | Africa       | 79                            | 52.90                                    | —                      | —                     | —                             | —                       |       | |
| Saint Kitts e Nevis            | Nord America | 21                            | —                                        | —                      | —                     | —                             | —                       |       | Vedi OECS |
| Saint Lucia                    | Nord America | 17                            | —                                        | —                      | —                     | —                             | —                       |       | Vedi OECS |
| Saint Vincent e Grenadine      | Nord America | 21                            | —                                        | —                      | —                     | —                             | —                       |       | Vedi OECS |
| Samoa                          | Oceania      | 29                            | 16.69                                    | —                      | —                     | —                             | —                       |       | |
| San Marino                     | Europa       | 17                            | —                                        | —                      | —                     | —                             | —                       |       | |
| São Tomé e Príncipe            | Africa       | 28                            | —                                        | —                      | —                     | —                             | —                       |       | |
| Arabia Saudita                 | Asia         | 86                            | 63.13                                    | con                    | pen                   | sel                           | pen                     | d s   | |
| Senegal                        | Africa       | 47                            | 25.61                                    | —                      | —                     | —                             | —                       |       | |
| Serbia                         | Europa       | 49                            | 29.58                                    | —                      | —                     | —                             | —                       | c     | |
| Seychelles                     | Africa       | 49                            | 30.17                                    | —                      | —                     | —                             | —                       |       | |
| Sierra Leone                   | Africa       | 54                            | 29.98                                    | —                      | —                     | —                             | —                       |       | |
| Singapore                      | Asia         | 67                            | 50.95                                    | ne                     | sel                   | ne                            | ne                      |       | |
| Slovacchia                     | Europa       | 26                            | 20.26                                    | —                      | —                     | —                             | —                       |       | |
| Slovenia                       | Europa       | 23                            | 21.69                                    | —                      | —                     | —                             | —                       |       | |
| Isole Salomone                 | Oceania      | 27                            | —                                        | —                      | —                     | —                             | —                       |       | |
| Somalia                        | Africa       | 79                            | 63.04                                    | —                      | —                     | —                             | —                       |       | |
| Somaliland                     | Africa       | 53                            | —                                        | —                      | —                     | —                             | —                       |       | Stato dell'Africa orientale non riconosciuto dalla comunità internazionale, composto dalle province settentrionali della Somalia |
| Sudafrica                      | Africa       | 38                            | 20.39                                    | —                      | —                     | —                             | —                       |       | |
| Corea del Sud                  | Asia         | 34                            | 23.51                                    | ne                     | sel                   | pen                           | ne                      |       | |
| Sudan del Sud                  | Africa       | 70                            | 46.88                                    | —                      | —                     | —                             | —                       |       | |
| Spagna                         | Europa       | 28                            | 20.51                                    | —                      | —                     | —                             | —                       |       | |
| Sri Lanka                      | Asia         | 61                            | 41.37                                    | ne                     | ne                    | ne                            | ne                      |       | |
| Sudan                          | Africa       | 86                            | 71.13                                    | sel                    | con                   | ne                            | con                     |       | |
| Suriname                       | Sud America  | 28                            | 16.44                                    | —                      | —                     | —                             | —                       |       | |
| eSwatini                       | Africa       | 83                            | 51.46                                    | —                      | —                     | —                             | —                       |       | |
| Svezia                         | Europa       | 11                            | 8.31                                     | ne                     | ne                    | ne                            | ne                      |       | |
| Svizzera                       | Europa       | 13                            | 11.27                                    | —                      | —                     | —                             | —                       |       | |
| Siria                          | Asia         | 90                            | 79.22                                    | pen                    | sel                   | sel                           | pen                     |       | |
| Taiwan                         | Asia         | 25                            | 23.36                                    | —                      | —                     | —                             | —                       |       | Anche nota come Repubblica di Cina                                                                                               |
| Tagikistan                     | Asia         | 87                            | 50.06                                    | sel                    | ne                    | ne                            | ne                      |       | |
| Tanzania                       | Africa       | 58                            | 30.65                                    | —                      | —                     | —                             | —                       |       | |
| Thailandia                     | Asia         | 77                            | 44.31                                    | sel                    | sel                   | ne                            | sel                     | d s   | |
| Timor Est                      | Asia         | 35                            | 28.72                                    | —                      | —                     | —                             | —                       |       | Anche noto come Timor Est |
| Togo                           | Africa       | 57                            | 30.23                                    | —                      | —                     | —                             | —                       |       | |
| Tonga                          | Oceania      | 29                            | 25.68                                    | —                      | —                     | —                             | —                       |       | |
| Trinidad e Tobago              | Nord America | 25                            | 22.79                                    | —                      | —                     | —                             | —                       |       | |
| Tunisia                        | Africa       | 54                            | 30.91                                    | ne                     | ne                    | ne                            | ne                      |       | |
| Turchia                        | Eurasia      | 76                            | 53.50                                    | sel                    | sel                   | ne                            | sel                     | c i   | |
| Turkmenistan                   | Asia         | 98                            | 84.20                                    | pen                    | sel                   | sel                           | sel                     |       | |
| Tuvalu                         | Oceania      | 27                            | —                                        | —                      | —                     | —                             | —                       |       | |
| Uganda                         | Africa       | 57                            | 36.77                                    | ne                     | ne                    | ne                            | ne                      | d s   | |
| Ucraina                        | Europa       | 53                            | 31.16                                    | ne                     | ne                    | ne                            | ne                      |       | |
| Emirati Arabi Uniti            | Asia         | 78                            | 40.86                                    | con                    | pen                   | sel                           | pen                     |       | |
| Regno Unito                    | Europa       | 25                            | 23.25                                    | ne                     | ne                    | ne                            | ne                      |       | |
| Stati Uniti                    | Nord America | 23                            | 23.73                                    | ne                     | ne                    | ne                            | ne                      | d s   | |
| Uruguay                        | Sud America  | 24                            | 15.56                                    | —                      | —                     | —                             | —                       |       | |
| Uzbekistan                     | Asia         | 95                            | 60.84                                    | pen                    | sel                   | sel                           | sel                     |       | |
| Vanuatu                        | Oceania      | 25                            | —                                        | —                      | —                     | —                             | —                       |       | |
| Venezuela                      | Sud America  | 81                            | 46.03                                    | ne                     | ne                    | ne                            | ne                      |       | |
| Vietnam                        | Asia         | 84                            | 75.05                                    | pen                    | sel                   | sel                           | con                     |       | |
| Sahara Occidentale             | Africa       | —                             | —                                        | —                      | —                     | —                             | —                       |       | Un territorio contestato dal Marocco e dal Fronte Polisario. Vedi Marocco in questa tabella.                                     |
| Yemen                          | Asia         | 85                            | 62.23                                    | con                    | pen                   | sel                           | con                     |       | |
| Zambia                         | Africa       | 63                            | 35.36                                    | —                      | —                     | —                             | —                       |       | |
| Zimbabwe                       | Africa       | 74                            | 40.53                                    | ne                     | ne                    | ne                            | ne                      |       | |

## Mappe

### Freedom of the Press
Freedom of the Press, 2017
     Non libero
     Parzialmente libero
     Libero